# Damaru (Sänger)

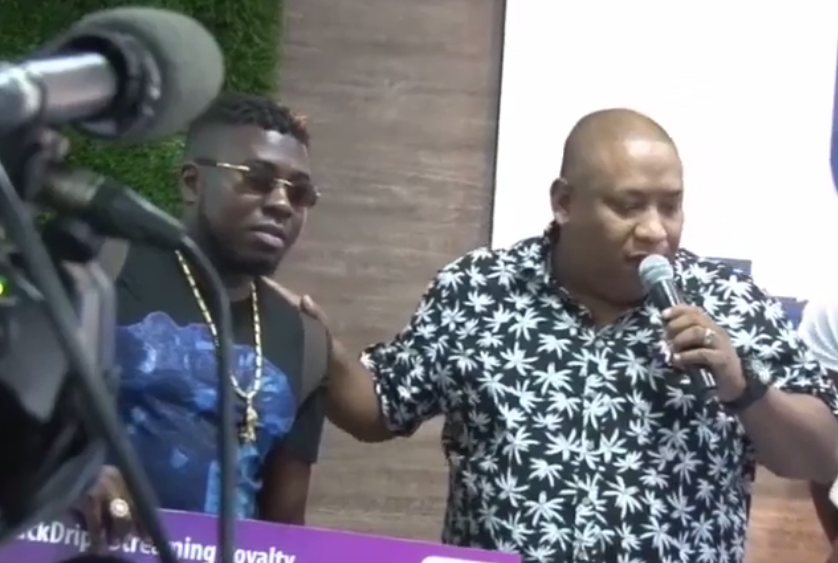
Damaru (links, Aufnahme aus dem Jahr 2019)

Damaru (* 2. Juli 1986 in Paramaribo als Dino Orpheo Canterburg) ist ein surinamischer Reggae-Sänger und Rapper.

## Karriere
Geboren und aufgewachsen ist Damaru im Stadtteil Latour der Hauptstadt Paramaribo der ehemaligen niederländischen Kolonie Suriname. Mit 13 begann er mit dem Rappen, seinen Künstlernamen hat er aus D für seinen Vornamen Dino und Amaru, dem Mittelnamen seines Idols 2Pac, zusammengesetzt. Er sang in Bands wie den Lava Boys und den New Jack Boys, bevor er als Solosänger eigene Erfolge hatte.
Zu seinen Hits zählen Yu Na Mi Engel (Sranan Tongo für: Du bist mein Engel), Hey Baby und Sranang Koningin (Surinamische Königin). Sein größter Erfolg war 2007 das Lied Mi Rowsu (Meine Rose), den Damaru seiner Tochter Denoura gewidmet hat. Es stand neun Wochen an der Spitze der Hitparade in seinem Heimatland. Im Jahr darauf drehte er auch einen Film mit dem Titel Mi Rowsu - The Movie.
Im Februar 2009 ging er in die Niederlande und versuchte dort Fuß zu fassen. Er tourte drei Monate durch das Land, trat im Fernsehen auf und bekam schließlich einen Vertrag beim wichtigsten niederländischen Hip-Hop-Label TopNotch. Seine Version von Mi Rowsu erschien im Juni des Jahres und schaffte es im Juli unter die Nederlandse Top 40. Daraufhin wurde eine neue Version mit dem erfolgreichen Sänger Jan Smit aufgenommen, die innerhalb von zwei Wochen nach Veröffentlichung auf Platz 1 der Charts stieg und das Lied zum Sommerhit des Jahres machte.

## Diskografie
Alben
- Mi Rowsu
- Schatje Lief (2009)
- Tuintje In Mijn Hart (2011)

Singles
- Yu Na Mi Engel
- Hey Baby
- Sranang Koningin
- Mi Rowsu